# Chiesa di Santa Gertrude (Rotzo)
La chiesa arcipretale di Santa Gertrude è la parrocchiale di Rotzo, in provincia di Vicenza e diocesi di Padova; fa parte del vicariato di Asiago.

## Storia

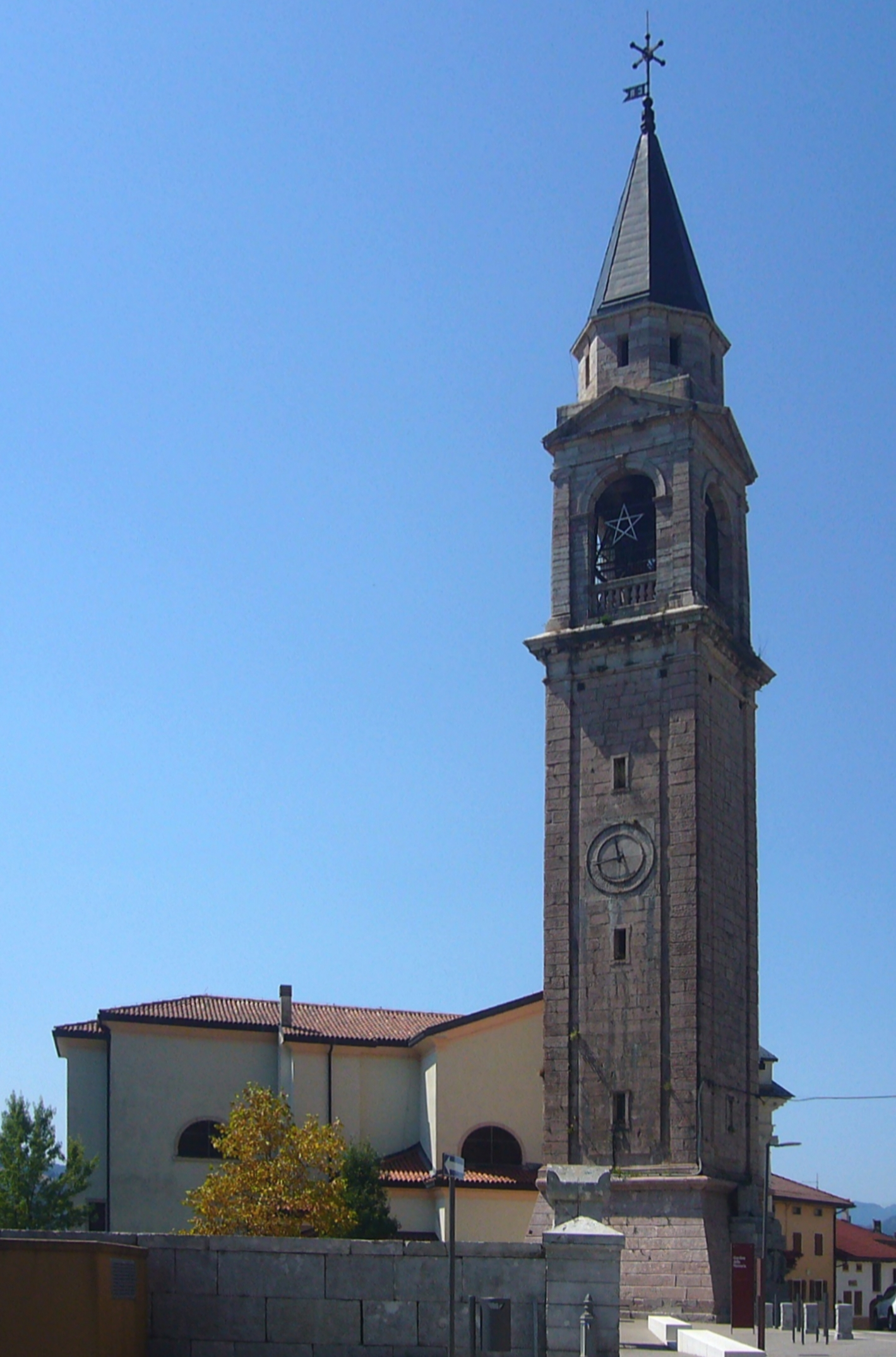
Il campanile e, dietro, la chiesa

La prima citazione dell'Ecclesia sancte Hengeldrude de Rocio è contenuta in un atto datato 27 marzo 1250 e siglato proprio sotto il portico del luogo di culto; in questo documento si legge che alcuni giorni prima Ezzelino III da Romano aveva acquistato in zona alcuni beni.
Grazie alla decima papale del 1297 si apprende che questa chiesa era filiale della pieve di Santa Maria di Caltrano, dalla quale continuò a dipendere ancora per quasi due secoli.
Nel 1488 il vescovo di Padova Pietro Barozzi, durante la sua visita pastorale, trovò che l'edificio era dotato di tre altari e che misurava dodici metri di lunghezza.
La prima pietra della nuova parrocchiale venne posta nel 1761; la consacrazione fu impartita il 23 giugno 1763 dal vescovo di Torcello Marco Giuseppe Cornaro, mentre nel 1795 il vescovo Nicolò Antonio Giustinian elevò la chiesa al rango arcipretale.
Durante la prima guerra mondiale la parrocchiale fu distrutta quasi del tutto, per poi venir ricostruita ex novo tra il 1925 e il 1927 e consacrata nel 1938; nel 1975, in ossequio all'adeguamento liturgico delle chiese, si provvide a collocare nel presbiterio il nuovo altare rivolto verso l'assemblea.

## Descrizione

### Esterno
La facciata a capanna della chiesa, rivolta a ponente e tripartita da quattro semicolonne ioniche sorreggenti il frontone sormontato da una croce, presenta centralmente il portale d'ingresso architravato e inscritto in un arco a tutto sesto.

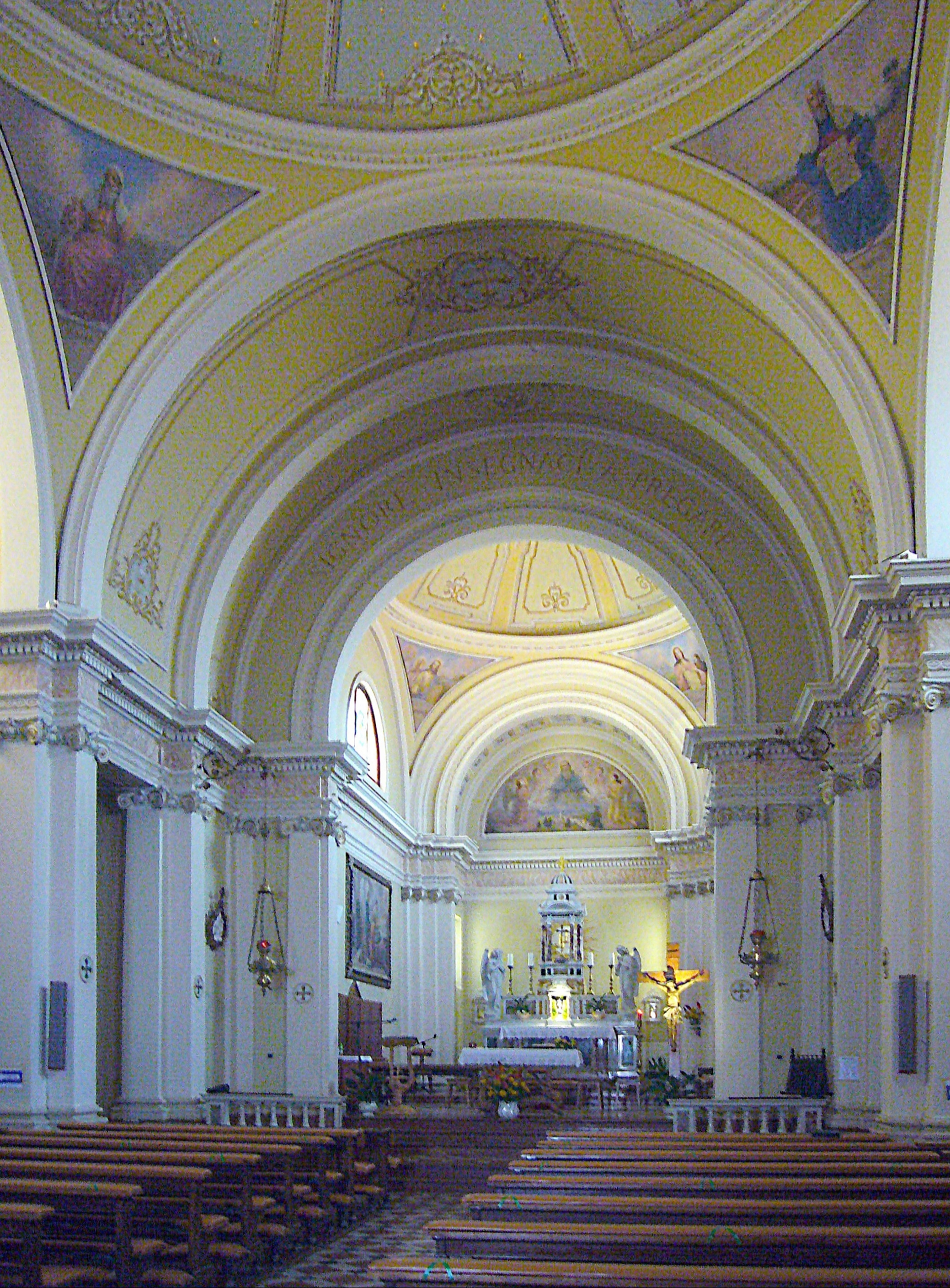
L'interno

Accanto alla parrocchiale si erge su un alto basamento a scarpa il campanile a pianta quadrata; la cella presenta su ogni lato una monofora, protetta da balaustra e affiancata da lesene, ed è coronata dalla guglia piramidale poggiante sul tamburo a base ottagonale.

### Interno
L'interno dell'edificio si compone di un'unica navata, sulla quale si affacciano i due corti bracci del transetto e le cui pareti sono scandite da lesene e colonne sorreggenti la trabeazione sopra la quale si imposta la volta; al termine dell'aula si sviluppa il presbiterio, rialzato di alcuni gradini, delimitato da balaustre e chiuso dalla parete a fondo piatto.
Qui sono conservate diverse opere di pregio, tra le quali la pala con soggetto Santa Gertrude, eseguita nel 1928 da Giuseppe Mincato, e l'affresco raffigurante Dio Padre benedicente, realizzato nel 1937 da Antonio Soranzo.